# .ac
.ac és el domini territorial de primer nivell (ccTLD) de l'illa de l'Ascensió. L'administra la NIC.AC, una filial de la Internet Computer Bureau del Regne Unit.
El registre d'aquest domini és obert a tothom i accepta noms de domini internacionalitzat.

## Registres de segon nivell
Hi ha cinc registres de segon nivell:
- com.ac: entitats comercials
- net.ac: proveïdors d'internet
- gov.ac: govern
- org.ac: organitzacions no comercials
- mil.ac: militar

## Altres usos
.ac també es fa servir com a domini de segon nivell de nombrosos ccTLD d'altres països per a institucions acadèmiques. Degut a aquest fet, hi ha institucions que l'utilitzen com a primer nivell tot i no tenir cap relació evident amb l'illa de l'Ascensió com és el cas de la Universitat del Kurdistan Hawler.